# ロンド・ファン・フラーンデレン2016
ロンド・ファン・フラーンデレン2016（蘭：De Ronde Van Vlaanderen 2016、英：2016 Tour of Flanders）は、ロンド・ファン・フラーンデレンの100回目の大会。ブルージュからアウデナールデまでのコースで2016年4月3日に行われ、ペーター・サガンがロンド初優勝を果たした。

## 参加チーム

### UCIプロフェッショナルコンチネンタルチーム
- ボーラ・アルゴン18
- ルームポット・オランジェ・プロトン
- サウスイースト・ベネズエラ
- CCCスプランディ・ポルコウィチェ
- トップスポートフラーンデレン・バロワーズ
- ディレクト・エネルジー
- ワンティ・グループゴベール

## 最終成績
ブルージュ　-　アウデナールデ、225km
| 順位 | 選手名                           | チーム                         | 時間          |
| ---- | -------------------------------- | ------------------------------ | ------------- |
| 1    | ペーター・サガン (SVK)           | ティンコフ                     | 6時間10分37秒 |
| 2    | ファビアン・カンチェラーラ (SUI) | トレック・セガフレード         | +25秒         |
| 3    | セップ・ファンマルケ (BEL)       | チーム・ロットNL・ユンボ       | +28秒         |
| 4    | アレクサンダー・クリストフ (NOR) | チーム・カチューシャ           | +49秒         |
| 5    | ルーク・ロウ (GBR)               | チーム・スカイ                 | +49秒         |
| 6    | ディラン・ファン・バールレ (NED) | キャノンデール・ドラパック     | +49秒         |
| 7    | イマノル・エルビティ (ESP)       | モビスター・チーム             | +49秒         |
| 8    | ゼネク・シュティバル (CZE)       | エティックス・クイックステップ | +49秒         |
| 9    | ディミトリ・クライス (BEL)       | ワンティ・グループゴベール     | +49秒         |
| 10   | ニキ・テルプストラ (NED)         | エティックス・クイックステップ | +49秒         |